# ماشین‌کاری فتوشیمیایی

مقایسه ماشین‌کاری فوتوشیمیایی (وسط) با اچینگ یون فعال (پایین).

ماشین‌کاری فتوشیمیایی (انگلیسی: Photochemical machining) یا PCM که به آن فرزکاری فتوشیمیایی یا کنده‌کاری نوری نیز می‌گویند، فرآیندی شیمیایی بر پایه سونش (اچینگ) است. در این روش با استفاده از لاک‌ نوری (Photo-resist) و همچنین مواد اچ کننده، سطوح انتخاب شده‎‌ از ورقی‌ فلزی به روش خوردگی، ماشین‌کاری می‌شود تا قطعه ساخته شود. این فرآیند در دهه 1960، به عنوان روشی برای ساخت برد‌های مدار چاپی به وجود آمد. روش مشابه آن طرح‌نگاری نوری است که در ساخت مدار‌های مجتمع به کار می‌رود.

## ویژگی ها
این روش قادر است قطعات بسیار پیچیده با جزییات بسیار دقیق را با هزینه‌ای کاملا اقتصادی تولید کند؛ به گونه ای که می‌تواند گزینه‌ای اقتصادی برای جایگزین شدن با پانچ، مهر‌، برش لیزر، برش با جت آب و یا ماشین‌کاری با تخلیه الکتریکی برای قطعاتی با ضخامت پایین باشد. ابزار آلات این روش ارزان بوده و به سرعت نیز تولید می‌شوند که موجب می‌شود این فرآیند گزینه‌ای مناسب برای ساخت نمونه باشد. همچنین موجب آسان‌تر شدن تغییرات در تولید انبوه می‌شود. از دیگر ویژگی‌های این روش می‌توان به عدم ایجاد لبه‌های تیز و پلیسه و همچنین دقت ابعادی بسیار بالا و در عین حال سرعت بالا (چند ساعت پس از اعمال طرح) اشاره کرد.
این روش تقریبا بر روی همه فلز‌ها و آلیاژ‌های موجود در بازار، شامل آلومینیوم، برنج، مس، اینکونل، منگنز، نیکل، نقره، فولاد، فولاد ضدزنگ، روی و تیتانیوم، و با هرگونه‌ سختی قابل اعمال است. محدودیت این روش در ابعاد است؛ در واقع ضخامت قطعه مورد استفاده می‌بایست بین 0.0005 تا 0.080 اینچ (0.013 تا 2.032 میلی‌متر) باشد.

## مراحل انجام فرآیند

مراحل ماشین‌کاری فتوشیمیایی

### آماده‌سازی طرح و ابزار نوری
ابزار نوری (photo-tool) ابزار اصلی این روش بوده و به صورت تصویر نگاتیو قطعه موردنظر بر روی یک فیلم از جنس پلی‌اتیلن ترفتالات دو-محوره (BoPET) چاپ می‌شود. در ابزار نوری بخش های موردنظر با رنگ تیره دیده می‌شود. ابزار نوری به صورت کامپیوتری طراحی شده و توسط رسام‌هایی با دقت بسیار بالا چاپ می‌شوند که موجب می‌شود تولید ابزار نوری، سریع، دقیق و ارزان قیمت بوده و به راحتی و با سرعت بالا می‌توان اصلاحات مورد نیاز را بر روی آن اعمال کرد. این ابزار به صورت دوطرفه ایجاد می‌شود تا فرآیند بر هر دو سوی قطعه صورت گیرد.

### تمیز‌کاری و آماده‌سازی قطعه
ابتدا ماده اولیه که قرار است قطعه از آن ساخته شود با مواد شیمیایی کاملا تمیز شده و سپس به صورت لایه‌های نازک در آمده و در نهایت با پلیمری حساس به نور فرابنفش به نام لاک نوری روکش‌دهی می‌شود. در اینجا ابزار نوری و فلز روکش‌دار با هم مواجه می‌شوند. در یک قالب خلأ، پنل روکش‌دار بین دو نیمه ابزار نوری قرار می‌گیرد و به سپس با ایجاد خلأ دو نیمه ابزار نوری به پنل فلزی روکش دار می‌چسبد. در مرحله بعد، امواج پرانرژی فرابنفش به این مجموعه تابیده می‌شود؛ در اثر پرتو‌های فرابنفش، قسمت تیره سخت‌تر شده و قسمت روشن بدون تغییر باقی می‌ماند. در حقیقت با استفاده از امواج فرابنفش تصویر ابزار نوری بر روی لاک نوری و پنل فلزی می‌افتد. با توجه به اینکه در این فقط از نور فرابنفش استفاده می‌شود، هیچ‌گونه مشکلی در ابزار، اعم از خوردگی و یا سایش به وجود نمی‌آید که عملا موجب می‌شود همه هزینه‌های مربوط به تعمیرات و نگه‌داری از بین رفته و تکرارپذیری برای مدت طولانی در خطوط تولید تضمین شود. علاوه بر این هنگامی که امواج فرابنفش از طریق ابزار نوری بر پنل تابیده می‌شود، طرح و هندسه با تمام جزییات، بلافاصله به قطعه منتقل می‌شود و هیچ‌گونه هزینه دیگری برای آماده‌سازی قطعات وجود ندارد.

### توسعه
مرحله بعد که در صنعت به نام توسعه شناخته می‌شود، به این صورت است که محلولی شیمیایی به پنل اسپری می‌شود تا نواحی سخت‌نشده لاک‌نوری را حذف کند. در حین فرآیند توسعه، پارامترهای مهمی مثل فشار پاشش و توزیع اسپری، دما، زمان ماندن محلول روی پنل و pH محلول همگی تحت کنترل و نظارت دقیق خواهند بود. در نهایت آنچه از لاک‌نوری باقی می‌ماند نواحی روکش‌دار سخت شده است.

### اچینگ
در مرحله بعد، پنل در معرض اسپری یک اسید یا نمکی اسیدی قرار می‌گیرد تا قسمت های بدون پوشش فلزی را اچ می‌کند در حالی که قسمت سخت شده با روکش لاک نوری، که درواقع قسمت‌های مورد نظر هستند، بدون تغییر باقی می‌ماند. سپس از حذف شدن تمامی قسمت‌های بدون روکش، تنها قسمت مقاوم روکش‌دار مورد نظر است. مانند قسمت قبلی فرآیند تمامی پارامترهای مهمی مثل فشار پاشش و توزیع اسپری، دما، زمان ماندن محلول روی پنل و pH محلول همگی تحت کنترل و نظارت دقیق خواهند بود.

### حذف روکش لاک نوری
در مرحله آخر، لاک نوری که در برابر اسید نیز مقاوم است، به راحتی با شست و شو دادن قطعه در یک محلول بازی یا اسپری کردن این محلول به قطعه حذف می‌شود و در نهایت قطعه نهایی با آب شسته و خشک می‌شود.

## مزایا و معایب

### مزایا[۴]
- هیچ‌گونه تنش پسماند و یا گرما در این فرایند حضور ندارد.
- در قطعه نهایی هیچ‌گونه پلیسه تولید نمی‌شود.
- ابزار قابلیت استفاده چندین‌باره دارند.
- قطعاتی با ابعاد بزرگ نیز به راحتی با این روش ماشین‌کاری می‌شوند.
- قطعه نهایی کیفیت سطحی بسیار خوبی دارد.
- قیمت تمام‌شده آن پایین است.
- محدودیتی برای میزان پیچیدگی قطعه وجود ندارد.
- سرعت بالا و امکان تولید انبوه وجود دارد.
- به دلیل استفاده از لاک نوری دقت بسیار بالا دارد.
- تولید قطعات از جنس فلزات سخت مانند تیتانیوم امکان‌پذیر است.

### معایب[۴]
- تنها برای قطعات فلزی قابل استفاده است.
- دورریز آن غیر قابل استفاده است.
- ضخامت قطعه محدود به ورق‌ها است.
- با توجه به استفاده از مواد شیمیایی، دقت بالا لازم است.
- با توجه به استفاده از مواد شیمیایی، از نظر محیط‌ زیستی مناسب نیست.

## مقایسه با دیگر روش‌ها
برخلاف سایر روش‌های مشابه مانند مهرزنی که در از آن نیرو‌های برشی، ماشین‌کاری و سنگ‌زنی و برش با جت آب که از برش ساینده و یا لیزر که از گرما و ذوب کردن استفاده می‌کنند، ماشین‌کاری فتوشیمیایی از فرایند اکسایش-کاهش استفاده می‌کند که فرآیندی شیمیایی است که حذف بخش‌های فلزی در سطح اتمی اتفاق می‌افتد. این امر نتایج زیادی دربردارد. اول اینکه هیچ‌یک از خواص فلز مانند سختی، خواص کشسانی، خواص مغناطیسی و یا نفوذ‌پذیری را تحت تاثیر قرار نمی‌دهد. علاوه بر این قطعه اچ شده کاملا تمیز و عاری از هرگونه پلیسه است. در نهایت اینکه در حین فرآیند اچ کردن، تمامی قسمت‌های بدون پوشش به طور همزمان و در یک مرحله از قطعه جدا می‌شوند که موجب می‌شود که هرگونه پیچیدگی در هندسه قطعه به راحتی و بدون نیاز به مراحل اضافه و یا هزینه بیشتر پیاده‌ شود.

## جستار‌های وابسته
- ماشین‌کاری
- لاک نوری
- سونش
- برش لیزر
- برش با جت آب
- ماشین‌کاری سایشی
- سنگ‌زنی